# Ливингстон, Джеймс, 1-й граф Ньюбург
Джеймс Ливингстон, 1-й граф Ньюбург (англ. James Livingston, 1st Earl of Newburgh; ок. 1622 — 4 декабря 1670) — шотландский пэр, поддерживал роялистов во время Гражданской войны в Англии.

## Биография
Единственный сын сэра Джона Ливингстона из Киннэрда (? — 1628) и его жены Джейн Спрокстон, дочери Ричарда Спрокстона из Уэйкфилда в Йоркшире. Его отец служил пажом в спальне короля Шотландии и Англии Якова VI (I) Стюарта.
9 марта 1628 года после смерти своего отца Джеймс Ливингстон унаследовал титул 2-го баронета из Киннэрда. В декабре 1638 года 16-летний Джеймс Ливингстон поступил в Мертон-колледже Оксфордского университета. Примерно с 1642 по 1646 год он путешествовал за границей.
В 1646 году Джеймс Ливингстон присоединился к королю Карлу в Ньюкасле, получив от него титул виконта Ньюбурга (Пэрство Шотландии) 13 сентября 1646 года. В декабре 1648 года он и его жена строили планы по спасению короля до суда, но из этого ничего не вышло, и они бежали в Нидерланды. В 1650 году он отправился с Карлом II Стюартом в Шотландию, подписался под Ковенантом и занял свое место в шотландской Палате лордов. Он был подполковником лейб-гвардии в битве при Вустере, а после битвы снова бежал за границу, где проводил время, сражаясь на дуэлях и переписываясь с шотландскими роялистами. С 1656 по 1658 год — полковник кавалерии в испанской армии и командир шотландским роялистским полком, который сражался в битве при Дюнах (1658).
После Реставрации Стюартов Джеймс Ливингстон был капитаном телохранителей в Шотландии. 31 декабря 1660 года для него были созданы титулы графа Ньюбурга, виконта Киннэрда и  лорда Ливингстона (Пэрство Шотландии).
Джеймс Ливингстон стал лордом поместья Сайренсестер в 1660 году через свой второй брак. В 1661 году он был избран членом парламента от Сайренсестера в Кавалерском парламенте. Он получил степень магистра в Оксфорде в сентябре 1661 года.
Джеймс Ливингстон умер 4 декабря 1670 года в возрасте около 48 лет и был похоронен в церкви Святой Маргариты в Вестминстере.

## Семья
До 1648 года Джеймс Ливингстон женился первым браком на Кэтрин Стюарт (? — 1650), вдове Джорджа Стюарта, 9-го сеньора д’Обиньи, и дочери Теофила Говарда, 2-го графа Саффолка. У супругов родилась одна дочь:
- Леди Элизабет Ливингстон (ок. 1648—1717), 1-й муж с 1670 года — Роберт Делаваль (1647—1682); 2-й муж с 1686 года Генри Хэтчер (ок. 1664—1713). Она была якобитским агентом[4].

Около мая 1660 года он женился вторым браком на Энн Пул (до 1640 — ок. 23 мая 1692), дочери сэра Генри Пула из Саппертона в Глостершире. Дети от второго брака:
- Чарльз Ливингстон, 2-й граф Ньюбург (ок. 1664 — 6 апреля 1694), преемник отца[2].